# Glochidium (zoologia)

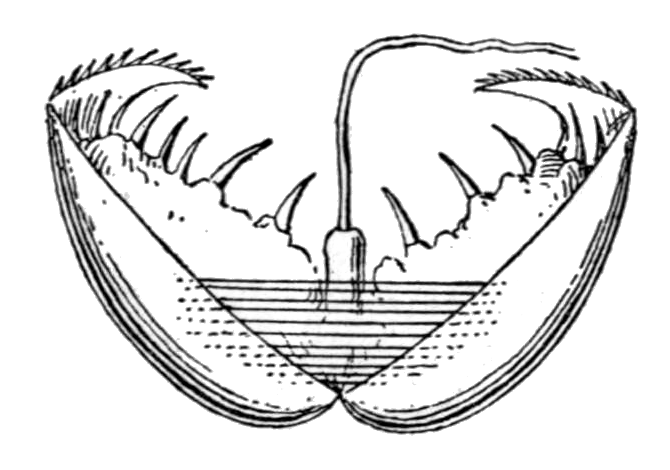
Glochidium (Anodonta cygnea)

Glochidium – wyspecjalizowana larwa występująca u niektórych gatunków słodkowodnych małży, np. skójek czy szczeżui. Jest przystosowana do pasożytniczego trybu życia. Ma dwuklapową muszlę i nić czepną. Glochidium przyczepia się do skrzeli, skóry lub płetw ryb, zostaje otoczone tkanką żywiciela, tworzącą cystę i rozwija się w cyście. Glochidium wchłania pokarm z tkanek żywiciela dyfuzyjnie, za pomocą komórek zawiązka płaszcza. Po wykształceniu się w postać młodocianą glochidium wydostaje się z cysty.